# Европско првенство у атлетици на отвореном 1946 — штафета 4 × 100 метара за жене
 Трка штафета 4 х 100 метара у женској конкуренцији на 3. Европском првенству у атлетици 1946. одржана је 22. августа .на стадиону Бислет у Ослу.
Титулу освојену у Паризу 1938, бранила је штафета Немачке.

## Земље учеснице
Учествовале су 24 такмичарке у 6 штафете из исто толико земаља.
1. Пољска  (4)
2. Совјетски Савез (4)
3. Уједињено Краљевство (4)
4. Француска (4)
5. Холандија (4)
6. Шведска (4)

## Рекорди
| Рекорди пре почетка Европског првенства 1938. | Рекорди пре почетка Европског првенства 1938.                  | Рекорди пре почетка Европског првенства 1938. | Рекорди пре почетка Европског првенства 1938. | Рекорди пре почетка Европског првенства 1938. |
| --------------------------------------------- | -------------------------------------------------------------- | --------------------------------------------- | --------------------------------------------- | --------------------------------------------- |
| Светски рекорд                                | Немачка · (Еми Албус, Кете Краус, Мари Долингер, Илсе Дерфелт) | 46,4                                          | Берлин, Финска                                | 8. август 1936.                               |
| Европски рекорд                               | Немачка · (Еми Албус, Кете Краус, Мари Долингер, Илсе Дерфелт) | 46,4                                          | Берлин, Финска                                | 8. август 1936.                               |
| Рекорди Европских првенстава                  | Немачка · (Јозефина Кол, Кете Краус, Еми Албус, Ида Кинел)     | 46,8                                          | Беч, Аустрија                                 | 18. септембар 1938.                           |

## Освајачи медаља
|           |           |                 |
| Холандија | Француска | Совјетски Савез |

## Резултати

### Финале
| Место | Земља                | Атлетичарке                                                                 | Резултат | Бел. |
| ----- | -------------------- | --------------------------------------------------------------------------- | -------- | ---- |
|       | Холандија            | Герда ван дер Каде-Каудејс Нети Витзирс-Тимер Марта Адема Фани Бланкерс-Кун | 47,8     |      |
| \|    | Француска            | Леа Корла Ан Мари Колшан Клер Брезоле Моник Дришон                          | 48,5     |      |
|       | Совјетски Савез      | Јевгенија Сеченова Валентина Фокина Јелена Гокијели Валентина Васиљева      | 48,7     |      |
| 4.    | Уједињено Краљевство | Џојс Џад Силвија Чизман Морин Гарднер Винифред Џордан                       | 48,7     |      |
| 5.    | Шведска              | Грета Магнусон Керстин Јосефсон Ула Брит Алтин Ан-Брит Лејман               | 49,3     |      |
| 6.    | Пољска               | Ирена Хејсуцка Станислава Валасјевич Мичеслава Модер Јарвига Сломчевска     | 50,6     |      |

## Укупни биланс медаља у бацању кугле за жене после 3. Европског првенства 1938—1946.[3]
|    | Земља           | Злато | Сребро | Бронза | Укупно |
| -- | --------------- | ----- | ------ | ------ | ------ |
| 1. | Немачка         | 1     | 0      | 0      | 1      |
| 1. | Холандија       | 1     | 0      | 0      | 1      |
| 3. | Пољска          | 0     | 1      | 0      | 1      |
| 3. | Француска       | 0     | 1      | 0      | 1      |
| 5. | Италија         | 0     | 0      | 1      | 1      |
| 5. | Совјетски Савез | 0     | 0      | 1      | 1      |
|    | Укупно {6}      | 2     | 2      | 2      | 6      |

|                                       | Атлетичарка                           | Земља                                 | Злато                                 | Сребро                                | Бронза                                | Укупно                                |
| Није био вишеструких освајача медаља. | Није био вишеструких освајача медаља. | Није био вишеструких освајача медаља. | Није био вишеструких освајача медаља. | Није био вишеструких освајача медаља. | Није био вишеструких освајача медаља. | Није био вишеструких освајача медаља. |
| ------------------------------------- | ------------------------------------- | ------------------------------------- | ------------------------------------- | ------------------------------------- | ------------------------------------- | ------------------------------------- |